# هیاهو
هیاهو فیلمی به کارگردانی و نویسندگی محمد صفار ساختهٔ سال ۱۳۵۳ است.

## خلاصه داستان
امیر دانشجوی رشتهٔ فلسفه از شلوغی و ازدحام شهر بزرگ می‌گریزد تا برای چند صباحی به روستا نزد پدر و مادرش برود. او تصمیم دارد به نوجوانان روستا سواد بیاموزد؛ اما آدمهایی سر راه او قرار می‌گیرند که در روستا ویلا دارند و با روش‌های او مخالفند. امیر با ترانه آشنا می‌شود که از خانواده ای مرفه است و با مادرش زندگی می‌کند. آن دو به هم علاقه‌مند می‌شوند؛ اما نیک تاج، مادر ترانه، نیز می‌کوشد نظر امیر را به خود جلب کند. به این ترتیب روابط امیر و ترانه مغشوش می‌شود. جوانی که با نیک تاج روابطی دارد در جنگل از ترانه هتک حیثیت می‌کند و خود به دست امیر کشته می‌شود. ترانه خود را حلق آویز می‌کند و امیر که در پی نزاع با مرد جوان زخم برداشته در تصادف با اتومبیل از پا در می‌آید.

## بازیگران
- بهروز به نژاد
- سپیده
- منوچهر پوراحمد
- فریده بیات
- ملیحه نصیری
- شهناز
- ذبیح‌الله ذبیح‌پور
- مهران
- مشهدی رضا
- مصطفی پروانه
- رضا خزاعی